# Дженнингс, Пат
Па́трик Э́нтони Дже́ннингс (англ. Patrick Anthony Jennings; род. 12 июня 1945, Ньюри, Графство Даун), более известный как Пат Дженнингс — североирландский футболист, вратарь. С 1964 по 1986 год выступал за сборную Северной Ирландии.

## Биография
За сборную сыграл 119 матчей, является рекордсменом страны по этому показателю, в своё время это было и мировым рекордом. Дженнингсу также принадлежал возрастной рекорд выступления в финальной стадии чемпионатов мира. Свой последний матч в Мексике-86 против Бразилии он провёл в свой 41-й день рождения. На тот момент он был самым возрастным игроком, выходившим на поле в матче чемпионата мира. Достижение Дженнингса превзошёл камерунец Роже Милла в 1994 году, но Дженнингс по-прежнему остаётся самым возрастным футболистом из Европы на чемпионатах мира и входит в пятёрку среди всех футболистов. Дженнингс, наряду с вратарем сборной Колумбии Фаридом Мондрагоном, один из двух участников шести циклов чемпионатов мира, включая отборочные стадии (с ЧМ-66 по ЧМ-86). Наиболее известен по выступлениям за лондонские клубы «Тоттенхэм Хотспур» и «Арсенал».

## Достижения

### Командные достижения
«Тоттенхэм Хотспур»
- Обладатель Кубка Англии: 1967
- Обладатель Кубка Лиги: 1971, 1973
- Обладатель Кубка УЕФА: 1972

«Арсенал»
- Обладатель Кубка Англии: 1979

### Личные достижения
- Футболист года по версии Ассоциации футбольных журналистов: 1973
- Игрок года по версии футболистов ПФА: 1976
- Член Ордена Британской Империи
- Включён в Зал славы английского футбола: 2003